# Zongolica
Zongolica es una población que se encuentra ubicada en la zona centro del estado mexicano de Veracruz en la región de las altas Montañas, es cabecera de uno de los 212 municipios de la entidad. Está ubicado en las coordenadas 18°40” latitud norte y 97°00” longitud oeste, y cuenta con una altura de 1,200 m s. n. m.

## Toponimia
Tzontli, cabellera y Coliuhqui, retorcida. “Cabellera retorcida”.

## Clima

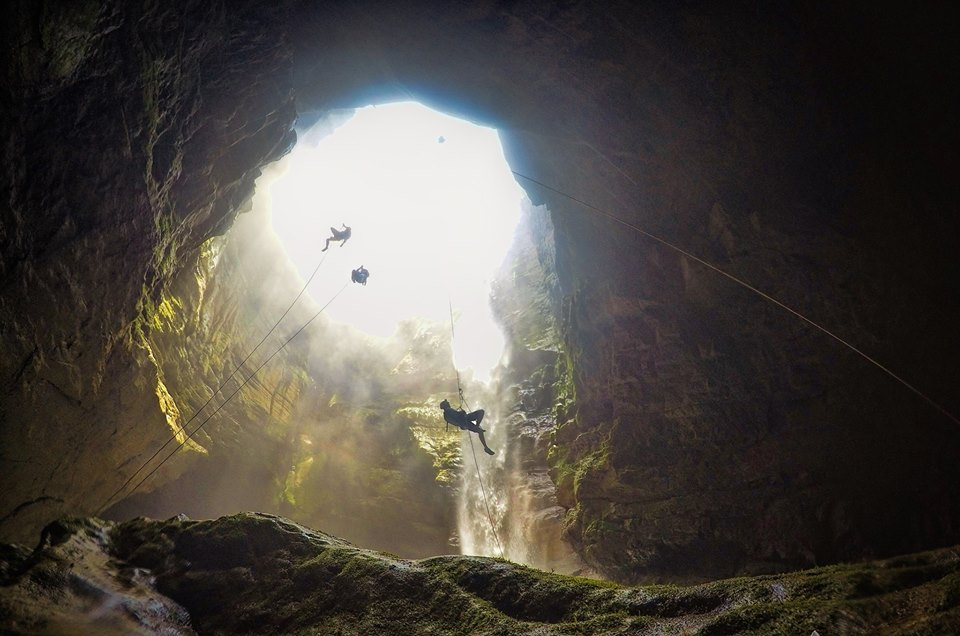
Zongolica

Zongolica tiene un clima semicálido húmedo con lluvias todo el año (45%), cálido húmedo con abundantes lluvias en verano (30%), semicálido húmedo con abundantes lluvias en verano (20%),
templado húmedo con abundantes lluvias en verano (4%) y cálido húmedo con lluvias todo el año (1%), una temperatura oscilante entre los 14 y 26 °C, con una precipitación anual promedio entre lo 2400 y 3100mm.
Sorprenden los paisajes de neblina y la vegetación abundante por la lluvia constante y los bancos de neblina. Su clima es templado-húmedo-extremoso, con una temperatura promedio de 17.4 °C; su precipitación pluvial media anual es de 2,270.1 mm.

## Fiestas

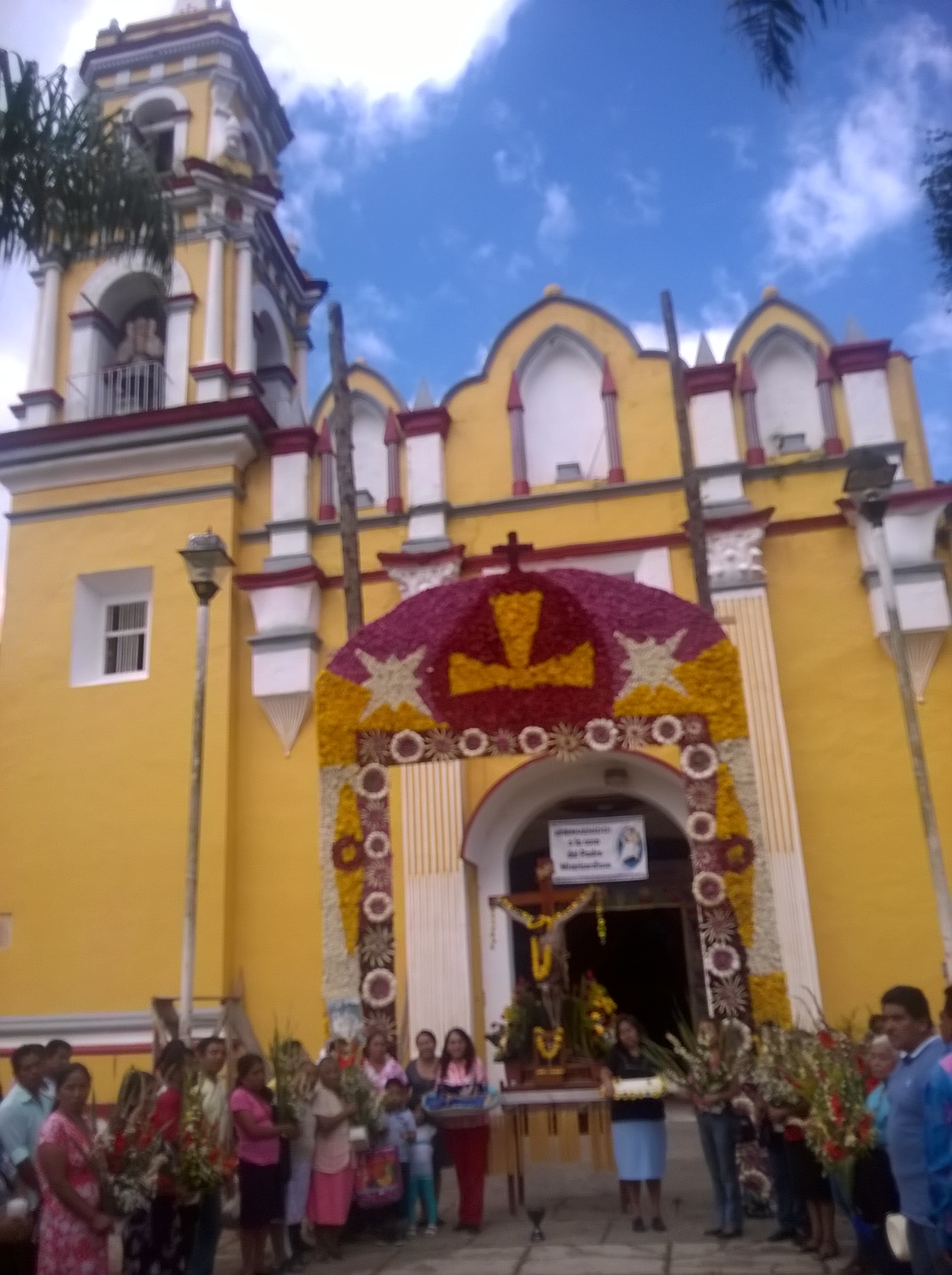
Parroquia de San Francisco de Asís en la fiesta del Señor del Recuerdo

La fiesta principal se realiza para celebrar al Señor del Recuerdo, la cual inicia el día 30 de abril con un baile en la plaza principal del pueblo y termina el 15 de mayo con otro evento, durante las fiestas patronales se realizan diferentes actividades como peleas de gallos, carreras de caballo, encuentros culturales, peleas de box, torneos de fútbol, entre otras, y las calles principales se llenan de juegos mecánicos, puestos de comida y artesanías.
El 3 de agosto los artesanos del pueblo hacen su propia fiesta para el Señor del Recuerdo, aunque es una fiesta más pequeña, se llena de flores, música y juegos pirotécnicos.
Otra fiesta importante se realiza en el mes de octubre durante la cual la imagen del patrono del pueblo que es San Francisco de Asís visita los 3 barrios que conforman el pueblo, en cada visita el barrio se encarga de realizar una misa y una celebración.

## Vías de comunicación
El acceso principal al Municipio de Zongolica es la carretera Federal Orizaba---Zongolica con aproximadamente 50 km de distancia,en la cual existen tramos con curvas peligrosas y de bastante pendiente.
Zongolica que conecta a los municipios de Orizaba, Tlilapan, San Andrés Tenejapan, Tequila, Los Reyes, Mixtla de Altamirano, Texhuacán Y Tehuipango también de Zongolica a Comalapa, Vicente Guerrero y Temaxcalapa, Tezonapa, Coetzala, Naranjal y Córdoba

## Hermanamientos
- Ixtaczoquitlán[10][11][12]